# Герб Лугани (Брянская область)
Герб исчезнувшего города Луга́нь — бывшего уездного города, центра Луганского уезда Орловского наместничества. (С 1782 года — село, с 1967 года упразднено полностью.)

## Описание
В верхней половине щита герб Орловский, в нижней «баран в зелёном поле, каковыми производят великий торг обыватели на ежегодных своих ярмарках.

## История
Исторический герб Лугани был Высочайше утверждён 16 августа 1781 года императрицей Екатериной II вместе с другими гербами городов Орловского наместничества (ПСЗРИ, 1781, Закон № 15207).
Подлинное описание герба уездного города Лугани гласило:
Баранъ, въ зеленомъ полѣ, каковыми производятъ великій торгъ обыватели на ежегодныхъ своихъ ярмаркахъ.
После упразднения города Лугань его герб был присвоен городу Дмитровску 11 августа 1791 года.
В советское время исторический герб Лугани не использовался.